# 姆本加岛
姆本加岛（發音：[mbeŋɡa]；英语亦作Mbengga）是斐濟的島嶼，位於維提島以南10公里的太平洋南部海域，面積36平方公里，最高點海拔高度462米，主要經濟活動有農業和旅遊業，1996年人口約1,500。